# Gaotieling (köpinghuvudort i Kina, Hubei Sheng, lat 29,86, long 113,79)
Gaotieling (kinesiska: 高铁岭, 高铁岭镇) är en köpinghuvudort i Kina. Den ligger i provinsen Hubei, i den centrala delen av landet, omkring 93 kilometer sydväst om provinshuvudstaden Wuhan. Antalet invånare är 22 131. Befolkningen består av 10 582 kvinnor och 11 549 män. Barn under 15 år utgör 15,0 %, vuxna 15-64 år 75 %, och äldre över 65 år 9,0 %.
Runt Gaotieling är det tätbefolkat, med 276 invånare per kvadratkilometer. Närmaste större samhälle är Puqi, 18,3 km sydost om Gaotieling. Trakten runt Gaotieling består till största delen av jordbruksmark.
Genomsnittlig årsnederbörd är 1 743 millimeter. Den regnigaste månaden är maj, med i genomsnitt 244 mm nederbörd, och den torraste är januari, med 42 mm nederbörd.